# フィンランドの人口統計

2010年時点のフィンランドの人口密度。

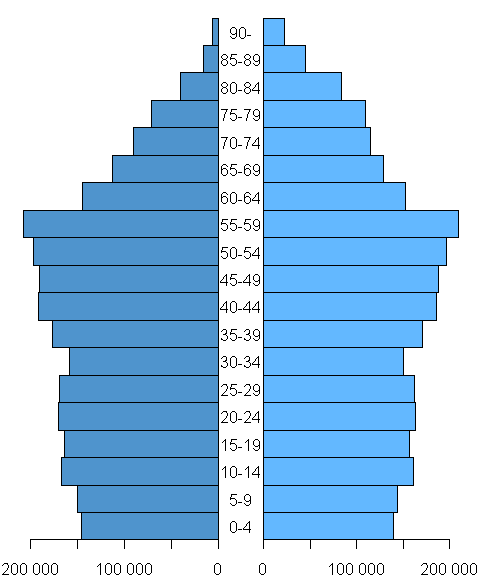
2005年時点のフィンランドの人口ピラミッド。左が男性で右が女性である。

フィンランドの人口統計（フィンランドのじんこうとうけい、英語: Demographics of Finland）では、フィンランド共和国の人口密度、民族構成、教育水準、国民の健康、経済、宗教などについて述べる。
フィンランドの人口は約550万人であり、人口密度の平均は17人/km2である。これはヨーロッパではアイスランドとノルウェーに続いて3位の低さである。人口の分布は平均ではなく、南西の小さな海岸平原や中央部に集中している。人口の約85％が都市部に住んでおり、うち大ヘルシンキ地域だけで100万の人口がいる。一方、北極圏のラップランドでは人口密度がわずか2人/km2である。
フィンランドは民族的にはやや単一な国である。主な民族はフィン人であるが、歴史的な理由で少数民族としてスウェーデン系フィンランド人、サーミ人、ロマ人が存在する。移民により、ロシア系フィンランド人、エストニア人、ソマリ族も住むようになった。公用語はフィンランド語とスウェーデン語であり、うちスウェーデン語はフィンランド人口の5％が母語話者である。13世紀から19世紀初まで、フィンランドはスウェーデン領であった。
フィン人の73％が信者となっているフィンランド福音ルター派教会がフィンランド最大の宗教である。

## 人口史
現フィンランドとスカンディナヴィアにあたる地域の最初の住民は狩猟採集民であり、現代においてその末裔である可能性が最も高いのは以前ラップ人（Lapps）として知られていたサーミ人である。現代のフィンランドでは約4,500人が生活していて少数民族として認知されており、北部サーミ語、イナリ・サーミ語、スコルト・サーミ語を話す。彼らは北極圏に7千年以上住んでいたが、現代ではラップランドでも5％の少数となっている。19世紀末から20世紀にかけて大規模な移住がおきており、主に郊外からスウェーデンと北アメリカへ移住していた。一方、フィンランドへの移住者はそのほとんどがヨーロッパ諸国から移動してきた者だった。

## 人口重心
フィンランドの人口重心は2011年現在、カンタ＝ハメ県ハメーンリンナのサッペー村（Sappee）にあり、その地理座標は61' 17" N, 25' 07" Eである。

## 人口ピラミッド
2016年時点のデータは下記である。
- 0-14歳：男性461,432、女性441,244、合計922,676（16.7％）
- 15-64歳：男性1,752,201、女性1,707,224、合計3,459,425（62.6％）
- 65歳以上：男性492,143、女性643,967、合計1,136,110（20.5％）

## 世帯
第二次世界大戦後にフィンランドでおきた、人口と経済の大規模な転換はフィンランドの家族を大きく変えた。世帯は大幅に小さくなり、1950年時点では1世帯平均3.6人になっていたのが1975年には2.7人にまで下がった。一方、家族構成はそれほど変わらず、1975年時点では成年男性と成年女性1人ずつの家族が24.4％、夫婦と子供の家族が61.9％、女性1人と子供の家族が11.8％、男性1人と子供の家族が1.9％である。これらの比率は1950年時点のそれと大きく変わることはなかった。一方、1世帯ごとの子供の数は1950年の平均2.24人から1980年代中期の平均1.7人まで下がり、大家族がほとんど見られなくなった。子供1人の家族が51％、2人の家族が28％、3人の家族が9％、4人以上の家族がわずか2％となっている。18歳未満のフィン人の人数が1960年の150万人から1980年の120万人に下がった。

## 生死に関する統計
フィンランドの公式統計局であるティタストケスクスのデータは下記の通りである。
| 年            | 平均人口（単位：千人） | 出生数  | 死亡数 | 自然増加数 | 粗出生率（千人当り） | 粗死亡率（千人当り） | 自然増加率（千人当り） | 総出産率 |
| ------------- | ---------------------- | ------- | ------ | ---------- | -------------------- | -------------------- | ---------------------- | -------- |
| 1900          | 2 646                  | 86 339  | 57 915 | 28 424     | 32.6                 | 21.9                 | 10.7                   | 4.83     |
| 1901          | 2 667                  | 88 637  | 56 225 | 32 412     | 33.2                 | 21.1                 | 12.2                   | 4.92     |
| 1902          | 2 686                  | 87 082  | 50 999 | 36 083     | 32.4                 | 19.0                 | 13.4                   | 4.79     |
| 1903          | 2 706                  | 85 120  | 49 992 | 35 128     | 31.5                 | 18.5                 | 13.0                   | 4.62     |
| 1904          | 2 735                  | 90 253  | 50 227 | 40 026     | 33.0                 | 18.4                 | 14.7                   | 4.85     |
| 1905          | 2 762                  | 87 841  | 52 773 | 35 068     | 31.8                 | 19.1                 | 12.7                   | 4.67     |
| 1906          | 2 788                  | 91 401  | 50 857 | 40 544     | 32.8                 | 18.2                 | 14.5                   | 4.81     |
| 1907          | 2 821                  | 92 457  | 53 028 | 39 429     | 32.8                 | 18.8                 | 14.0                   | 4.76     |
| 1908          | 2 861                  | 92 146  | 55 305 | 36 841     | 32.2                 | 19.3                 | 12.9                   | 4.65     |
| 1909          | 2 899                  | 95 005  | 50 577 | 44 428     | 32.8                 | 17.4                 | 15.3                   | 4.72     |
| 1910          | 2 929                  | 92 984  | 51 007 | 41 977     | 31.7                 | 17.4                 | 14.3                   | 4.60     |
| 1911          | 2 962                  | 91 238  | 51 648 | 39 590     | 30.8                 | 17.4                 | 13.4                   | 4.46     |
| 1912          | 2 998                  | 92 275  | 51 645 | 40 630     | 30.8                 | 17.2                 | 13.5                   | 4.45     |
| 1913          | 3 026                  | 87 250  | 51 876 | 35 374     | 28.8                 | 17.1                 | 11.7                   | 4.15     |
| 1914          | 3 053                  | 87 577  | 50 690 | 36 887     | 28.7                 | 16.6                 | 12.1                   | 4.13     |
| 1915          | 3 083                  | 83 306  | 52 205 | 31 101     | 27.0                 | 16.9                 | 10.1                   | 3.89     |
| 1916          | 3 105                  | 79 653  | 54 577 | 25 076     | 25.7                 | 17.6                 | 8.1                    | 3.69     |
| 1917          | 3 124                  | 81 046  | 58 863 | 22 183     | 25.9                 | 18.8                 | 7.1                    | 3.71     |
| 1918          | 3 125                  | 79 494  | 95 102 | -15 608    | 25.4                 | 30.4                 | -5.0                   | 3.60     |
| 1919          | 3 117                  | 63 896  | 62 932 | 964        | 20.5                 | 20.2                 | 0.3                    | 2.87     |
| 1920          | 3 133                  | 84 714  | 53 304 | 31 410     | 27.0                 | 17.0                 | 10.0                   | 3.76     |
| 1921          | 3 170                  | 82 165  | 47 361 | 34 804     | 25.9                 | 14.9                 | 11.0                   | 3.58     |
| 1922          | 3 211                  | 80 140  | 49 180 | 30 960     | 25.0                 | 15.3                 | 9.6                    | 3.43     |
| 1923          | 3 243                  | 81 961  | 47 556 | 34 405     | 25.3                 | 14.7                 | 10.6                   | 3.44     |
| 1924          | 3 272                  | 78 057  | 53 442 | 24 615     | 23.9                 | 16.3                 | 7.5                    | 3.22     |
| 1925          | 3 304                  | 78 260  | 47 493 | 30 767     | 23.7                 | 14.4                 | 9.3                    | 3.17     |
| 1926          | 3 339                  | 76 875  | 47 526 | 29 349     | 23.0                 | 14.2                 | 8.8                    | 3.02     |
| 1927          | 3 368                  | 75 611  | 51 727 | 23 884     | 22.5                 | 15.4                 | 7.1                    | 2.92     |
| 1928          | 3 396                  | 77 523  | 48 713 | 28 810     | 22.8                 | 14.3                 | 8.5                    | 2.92     |
| 1929          | 3 424                  | 76 011  | 54 489 | 21 522     | 22.2                 | 15.9                 | 6.3                    | 2.83     |
| 1930          | 3 449                  | 75 236  | 48 240 | 26 996     | 21.8                 | 14.0                 | 7.8                    | 2.75     |
| 1931          | 3 476                  | 71 866  | 48 968 | 22 898     | 20.7                 | 14.1                 | 6.6                    | 2.59     |
| 1932          | 3 503                  | 69 352  | 46 700 | 22 652     | 19.8                 | 13.3                 | 6.5                    | 2.46     |
| 1933          | 3 526                  | 65 047  | 47 960 | 17 087     | 18.4                 | 13.6                 | 4.8                    | 2.27     |
| 1934          | 3 549                  | 67 713  | 46 318 | 21 395     | 19.1                 | 13.1                 | 6.0                    | 2.33     |
| 1935          | 3 576                  | 69 942  | 45 370 | 24 572     | 19.6                 | 12.7                 | 6.9                    | 2.37     |
| 1936          | 3 601                  | 68 895  | 49 124 | 19 771     | 19.1                 | 13.6                 | 5.5                    | 2.31     |
| 1937          | 3 626                  | 72 319  | 46 466 | 25 853     | 19.9                 | 12.8                 | 7.1                    | 2.52     |
| 1938          | 3 656                  | 76 695  | 46 930 | 29 765     | 21.0                 | 12.8                 | 8.1                    | 2.52     |
| 1939          | 3 686                  | 78 164  | 52 614 | 25 550     | 21.2                 | 14.3                 | 6.9                    | 2.56     |
| 1940          | 3 698                  | 65 849  | 71 846 | -5 997     | 17.8                 | 19.4                 | -1.6                   | 2.15     |
| 1941          | 3 702                  | 89 565  | 73 334 | 16 231     | 24.2                 | 19.8                 | 4.4                    | 2.90     |
| 1942          | 3 708                  | 61 672  | 56 141 | 5 531      | 16.6                 | 15.1                 | 1.5                    | 2.00     |
| 1943          | 3 721                  | 76 112  | 49 634 | 26 478     | 20.5                 | 13.3                 | 7.1                    | 2.46     |
| 1944          | 3 735                  | 79 446  | 70 570 | 8 876      | 21.3                 | 18.9                 | 2.4                    | 2.56     |
| 1945          | 3 758                  | 95 758  | 49 046 | 46 712     | 25.5                 | 13.1                 | 12.4                   | 3.07     |
| 1946          | 3 806                  | 106 075 | 44 748 | 61 327     | 27.9                 | 11.8                 | 16.1                   | 3.41     |
| 1947          | 3 859                  | 108 168 | 46 053 | 62 115     | 28.0                 | 11.9                 | 16.1                   | 3.47     |
| 1948          | 3 912                  | 107 759 | 43 668 | 64 091     | 27.5                 | 11.2                 | 16.4                   | 3.47     |
| 1949          | 3 963                  | 103 515 | 44 501 | 59 014     | 26.1                 | 11.2                 | 14.9                   | 3.33     |
| 1950          | 4 009                  | 98 065  | 40 681 | 57 384     | 24.5                 | 10.1                 | 14.3                   | 3.16     |
| 1951          | 4 047                  | 93 063  | 40 386 | 52 677     | 23.0                 | 10.0                 | 13.0                   | 3.01     |
| 1952          | 4 090                  | 94 314  | 39 024 | 55 290     | 23.1                 | 9.5                  | 13.5                   | 3.06     |
| 1953          | 4 139                  | 90 866  | 39 925 | 50 941     | 22.0                 | 9.6                  | 12.3                   | 2.96     |
| 1954          | 4 187                  | 89 845  | 37 988 | 51 857     | 21.5                 | 9.1                  | 12.4                   | 2.93     |
| 1955          | 4 235                  | 89 740  | 39 573 | 50 167     | 21.2                 | 9.3                  | 11.8                   | 2.93     |
| 1956          | 4 282                  | 88 896  | 38 713 | 50 183     | 20.8                 | 9.0                  | 11.7                   | 2.91     |
| 1957          | 4 324                  | 86 985  | 40 741 | 46 244     | 20.1                 | 9.4                  | 10.7                   | 2.86     |
| 1958          | 4 360                  | 81 148  | 38 833 | 42 315     | 18.6                 | 8.9                  | 9.7                    | 2.68     |
| 1959          | 4 395                  | 83 253  | 38 827 | 44 426     | 18.9                 | 8.8                  | 10.1                   | 2.75     |
| 1960          | 4 430                  | 82 129  | 39 797 | 42 332     | 18.5                 | 9.0                  | 9.6                    | 2.71     |
| 1961          | 4 461                  | 81 996  | 40 616 | 41 380     | 18.4                 | 9.1                  | 9.3                    | 2.65     |
| 1962          | 4 491                  | 81 454  | 42 889 | 38 565     | 18.1                 | 9.5                  | 8.6                    | 2.66     |
| 1963          | 4 523                  | 82 251  | 42 010 | 40 241     | 18.2                 | 9.3                  | 8.9                    | 2.66     |
| 1964          | 4 549                  | 80 428  | 42 512 | 37 916     | 17.7                 | 9.3                  | 8.3                    | 2.58     |
| 1965          | 4 564                  | 77 885  | 44 473 | 33 412     | 17.1                 | 9.7                  | 7.3                    | 2.46     |
| 1966          | 4 581                  | 77 697  | 43 548 | 34 149     | 17.0                 | 9.5                  | 7.5                    | 2.41     |
| 1967          | 4 606                  | 77 289  | 43 790 | 33 499     | 16.8                 | 9.5                  | 7.3                    | 2.32     |
| 1968          | 4 626                  | 73 654  | 45 013 | 28 641     | 15.9                 | 9.7                  | 6.2                    | 2.15     |
| 1969          | 4 624                  | 67 450  | 45 966 | 21 484     | 14.6                 | 9.9                  | 4.6                    | 1.94     |
| 1970          | 4 606                  | 64 559  | 44 119 | 20 440     | 14.0                 | 9.6                  | 4.4                    | 1.83     |
| 1971          | 4 612                  | 61 067  | 45 876 | 15 191     | 13.2                 | 9.9                  | 3.3                    | 1.70     |
| 1972          | 4 640                  | 58 864  | 43 958 | 14 906     | 12.7                 | 9.5                  | 3.2                    | 1.59     |
| 1973          | 4 666                  | 56 787  | 43 410 | 13 377     | 12.2                 | 9.3                  | 2.9                    | 1.50     |
| 1974          | 4 691                  | 62 472  | 44 676 | 17 796     | 13.3                 | 9.5                  | 3.8                    | 1.62     |
| 1975          | 4 711                  | 65 719  | 43 828 | 21 891     | 14.0                 | 9.3                  | 4.6                    | 1.69     |
| 1976          | 4 726                  | 66 846  | 44 786 | 22 060     | 14.1                 | 9.5                  | 4.7                    | 1.72     |
| 1977          | 4 739                  | 65 659  | 44 065 | 21 594     | 13.9                 | 9.3                  | 4.6                    | 1.69     |
| 1978          | 4 753                  | 63 983  | 43 692 | 20 291     | 13.5                 | 9.2                  | 4.3                    | 1.65     |
| 1979          | 4 765                  | 63 428  | 43 738 | 19 690     | 13.3                 | 9.2                  | 4.1                    | 1.64     |
| 1980          | 4 780                  | 63 064  | 44 398 | 18 666     | 13.2                 | 9.3                  | 3.9                    | 1.63     |
| 1981          | 4 800                  | 63 469  | 44 404 | 19 065     | 13.2                 | 9.3                  | 4.0                    | 1.65     |
| 1982          | 4 827                  | 66 106  | 43 408 | 22 698     | 13.7                 | 9.0                  | 4.7                    | 1.72     |
| 1983          | 4 856                  | 66 892  | 45 388 | 21 504     | 13.8                 | 9.3                  | 4.4                    | 1.74     |
| 1984          | 4 882                  | 65 076  | 45 098 | 19 978     | 13.3                 | 9.2                  | 4.1                    | 1.70     |
| 1985          | 4 902                  | 62 796  | 48 198 | 14 598     | 12.8                 | 9.8                  | 3.0                    | 1.64     |
| 1986          | 4 918                  | 60 632  | 47 135 | 13 497     | 12.3                 | 9.6                  | 2.7                    | 1.60     |
| 1987          | 4 932                  | 59 827  | 47 949 | 11 878     | 12.1                 | 9.7                  | 2.4                    | 1.59     |
| 1988          | 4 946                  | 63 316  | 49 063 | 14 253     | 12.8                 | 9.9                  | 2.9                    | 1.70     |
| 1989          | 4 964                  | 63 348  | 49 110 | 14 238     | 12.8                 | 9.9                  | 2.9                    | 1.71     |
| 1990          | 4 986                  | 65 549  | 50 028 | 15 521     | 13.1                 | 10.0                 | 3.1                    | 1.79     |
| 1991          | 5 014                  | 65 680  | 49 271 | 16 409     | 13.1                 | 9.8                  | 3.3                    | 1.80     |
| 1992          | 5 042                  | 66 877  | 49 523 | 17 354     | 13.3                 | 9.8                  | 3.4                    | 1.85     |
| 1993          | 5 066                  | 64 826  | 50 988 | 13 838     | 12.8                 | 10.1                 | 2.7                    | 1.81     |
| 1994          | 5 088                  | 65 231  | 48 000 | 17 231     | 12.8                 | 9.4                  | 3.4                    | 1.85     |
| 1995          | 5 108                  | 63 067  | 49 280 | 13 787     | 12.3                 | 9.6                  | 2.7                    | 1.81     |
| 1996          | 5 125                  | 60 723  | 49 167 | 11 556     | 11.8                 | 9.6                  | 2.3                    | 1.76     |
| 1997          | 5 140                  | 59 329  | 49 108 | 10 221     | 11.5                 | 9.6                  | 2.0                    | 1.75     |
| 1998          | 5 153                  | 57 108  | 49 283 | 7 825      | 11.1                 | 9.6                  | 1.5                    | 1.71     |
| 1999          | 5 165                  | 57 574  | 49 345 | 8 229      | 11.1                 | 9.6                  | 1.6                    | 1.73     |
| 2000          | 5 176                  | 56 742  | 49 339 | 7 403      | 11.0                 | 9.5                  | 1.4                    | 1.73     |
| 2001          | 5 188                  | 56 189  | 48 550 | 7 639      | 10.8                 | 9.4                  | 1.5                    | 1.73     |
| 2002          | 5 201                  | 55 555  | 49 418 | 6 137      | 10.7                 | 9.5                  | 1.2                    | 1.72     |
| 2003          | 5 213                  | 56 630  | 48 996 | 7 634      | 10.9                 | 9.4                  | 1.5                    | 1.76     |
| 2004          | 5 228                  | 57 758  | 47 600 | 10 158     | 11.0                 | 9.1                  | 1.9                    | 1.80     |
| 2005          | 5 246                  | 57 745  | 47 928 | 9 817      | 11.0                 | 9.1                  | 1.9                    | 1.80     |
| 2006          | 5 266                  | 58 840  | 48 065 | 10 775     | 11.2                 | 9.1                  | 2.0                    | 1.84     |
| 2007          | 5 289                  | 58 729  | 49 077 | 9 652      | 11.1                 | 9.3                  | 1.8                    | 1.83     |
| 2008          | 5 313                  | 59 530  | 49 094 | 10 436     | 11.2                 | 9.2                  | 2.0                    | 1.85     |
| 2009          | 5 339                  | 60 430  | 49 883 | 10 547     | 11.3                 | 9.3                  | 2.0                    | 1.86     |
| 2010          | 5 375                  | 60 980  | 50 887 | 10 103     | 11.4                 | 9.5                  | 1.9                    | 1.87     |
| 2011          | 5 403                  | 59 961  | 50 585 | 9 376      | 11.1                 | 9.4                  | 1.7                    | 1.83     |
| 2012          | 5 426                  | 59 493  | 51 707 | 7 786      | 10.9                 | 9.5                  | 1.4                    | 1.80     |
| 2013          | 5 450                  | 58 120  | 51 190 | 6 940      | 10.7                 | 9.4                  | 1.3                    | 1.75     |
| 2014          | 5 472                  | 57 232  | 52 186 | 5 046      | 10.5                 | 9.5                  | 1.0                    | 1.71     |
| 2015          | 5 486                  | 55 472  | 52 492 | 2 980      | 10.1                 | 9.5                  | 0.6                    | 1.65     |
| 2016 （暫定） | 5 502                  | 52 645  | 53 629 | -984       | 9.6                  | 9.7                  | -0.1                   | 1.57     |

2017年9月時点の統計は下記の通り。
- 2016年1月-9月の出生数： 40,580
- 2017年1月-9月の出生数： 38,311
- 2016年1月-9月の死亡数： 39,888
- 2017年1月-9月の死亡数： 39,824
- 2016年1月-9月の自然増加数： 692
- 2017年1月-9月の自然増加数： -1,513

### 出生時点の平均余命
| 年      | 男性 | 女性 | 合算 |
| ------- | ---- | ---- | ---- |
| 1986    | 70.5 | 78.7 | 74.7 |
| 1996    | 73.0 | 80.5 | 76.8 |
| 2006    | 75.8 | 82.8 | 79.4 |
| 2008    | 76.3 | 83.0 | 79.7 |
| 2009    | 76.5 | 83.1 | 79.8 |
| 2010    | 76.7 | 83.2 | 80.1 |
| 2011(e) | 77.2 | 83.5 | 80.8 |

(e) = 推計

### 結婚
結婚に対する態度は第二次世界大戦以降、大きく変化した。最も顕著なのが結婚率であり、1950年には1,000人ごとに8.5件の結婚があったのが、1984年には5.8件まで下がり、人口増加を加味しても結婚自体の件数が下がったのは明らかである。1950年には結婚の件数が3万4千件あったのが1984年には８０万の人口増にもかかわらず結婚は28,500件しかなかった。結婚の減少の理由には結婚しないカップルが増えたことが挙げられる。1960年代末期以降、同居の慣習がどんどんと広まり、1970年代末には都市部における結婚のほとんどが「オープン・ユニオン」（Open union）から発展したものとなっていた。1980年代の推計では同棲したカップの約8％（約20万人）が結婚しないまま死亡したという。オープン・ユニオンが結婚する理由は一般的には子供が生まれたか、住宅を購入したためである。同居の慣習が広まった結果は婚期が遅くなり、結婚の平均年齢はそれまで下がり続けたが1970年代には上昇に転じ、1982年には結婚年齢の平均が女性では24.8歳、男性では26.8歳となっており、どちらも10年前より上昇していた。
しかし、フィンランド人の大半は結婚した。女性の約9割が40歳までに結婚しており未婚のまま過ごす者は少なかった。一方、郊外では女性が不足していたため農民の一部が独身を強いられていた。
結婚の数が減少していった一方、離婚は1950年から1980年までの間で250％上昇した。1952年には離婚が3,500件あったが、1960年代は上昇を続け、年間約5,000件にまでなった。1979年には10,191件まで増えたが、その後は1980年代前半に約9,500件で推移した。
離婚が増えた理由はいくつかあった。まず、フィンランドの社会において世俗化が進んだため、パートナーが適合しなければ結婚は終結できるものであるとみられるようになった。次に、社会福祉がだんだんと充実してきたため家族の役割が福祉に奪われるようになり、カップルが結婚の制度に頼らなくても済むようになった。そして、政府が育児休業、児童手当、保育所の計画、保健計画と年金制度の改善などの政策を打ち出したため、子育てと親世代の介護に家族を必ずしも必要としなくなった。さらに、1960年代と1970年代における経済の転換期、および「大移動」（英: Great Migration）と呼ばれた大規模な移民により家族の間、そして婚姻による関係が希薄になった。それまでの社会生活の型が破綻したため不安定さが増し、また夫婦の関係に亀裂が生じる可能性が高くなった。

## 少数人種と言語

2016年時点のフィンランドの地方自治体が使う言語。
フィンランド語のみ
フィンランド語が主、スウェーデン語が少数
スウェーデン語が主、フィンランド語が少数
スウェーデン語のみ
フィンランド語が主、サーミ語が少数

人種についての公式統計はない。しかし、言語、市民権と出生国ごとの人口についての統計はある。国際で推奨された基準では人種が歴史的、地域的または民族的起源への認識に基づくべきであり、また必ず本人の申告に基づかなければならないとした。フィンランドの国勢調査が名簿に基づいたものであるため、フィンランドは人種についての公式統計を出すことができない。
フィンランド語とスウェーデン語が公用語として定められている。スウェーデン語はスウェーデン語を話す人口が多い地方自治体では自治体の公用語になっていることもある。サーミ3言語（北部サーミ語、イナリ・サーミ語、スコルト・サーミ語）はラップランドのいくつかの自治体で公用語になっている。
フィン人はフィンランド語を話す。フィンランド語はフィンランド全国においてもオーランド諸島を除いて支配的な言語になっている。
1990年から2015年まで、オーランド諸島を除いたフィンランド本土の言語ごとの人口は下記の通り。なお、「使用言語」（Working language）で指定されているため、バイリンガルという選択肢はない。
| 母語                    | 1990      | 1990  | 1995      | 1995  | 2000      | 2000  | 2005      | 2005  | 2015      | 2015 |
| 母語                    | 人数      | %     | 人数      | %     | 人数      | %     | 人数      | %     | 人数      | %    |
| ----------------------- | --------- | ----- | --------- | ----- | --------- | ----- | --------- | ----- | --------- | ---- |
| フィンランド語          | 4,675,223 | 93.5% | 4,754,787 | 92.9% | 4,788,497 | 92.4% | 4,819,819 | 91.7% | 4,865,628 | 89%  |
| スウェーデン語          | 296,738   | 5.9%  | 294,664   | 5.8%  | 291,657   | 5.6%  | 289,675   | 5.5%  | 290,161   | 5.3% |
| ロシア語                | 3,884     | 0.1%  | 15,872    | 0.3%  | 28,205    | 0.5%  | 39,653    | 0.8%  | 72,436    | 1.3% |
| エストニア語            | 1,394     | 0%    | 8,710     | 0.2%  | 10,176    | 0.2%  | 15,336    | 0.3%  | 48,087    | 0.8% |
| ソマリ語                | 0         | 0%    | 4,057     | 0.1%  | 6,454     | 0.1%  | 8,593     | 0.2%  | 17,871    | 0.3% |
| 英語                    | 3,569     | 0.1%  | 5,324     | 0.1%  | 6,919     | 0.1%  | 8,928     | 0.2%  | 17,784    | 0.3% |
| アラビア語              | 1,138     | 0%    | 2,901     | 0.1%  | 4,892     | 0.1%  | 7,117     | 0.1%  | 14,825    | 0.3% |
| クルド語                | 179       | 0%    | 1,381     | 0%    | 3,115     | 0.1%  | 5,123     | 0.1%  | 10,731    | 0.2% |
| 中国語                  | 790       | 0%    | 2,190     | 0%    | 2,907     | 0.1%  | 4,613     | 0.1%  | 10,110    | 0.2% |
| アルバニア語            | 0         | 0%    | 2,019     | 0%    | 3,293     | 0.1%  | 5,076     | 0.1%  | 8,754     | 0.2% |
| ペルシア語              | 291       | 0%    | 803       | 0%    | 1,205     | 0%    | 3,165     | 0.1%  | 8,103     | 0.1% |
| タイ語                  | 244       | 0%    | 813       | 0%    | 1,458     | 0%    | 3,033     | 0.1%  | 8,038     | 0.1% |
| ベトナム語              | 1,643     | 0%    | 2,785     | 0.1%  | 3,588     | 0.1%  | 4,202     | 0.1%  | 7,532     | 0.1% |
| トルコ語                | 848       | 0%    | 1,809     | 0%    | 2,435     | 0%    | 3,595     | 0.1%  | 6,766     | 0.1% |
| スペイン語              | 894       | 0%    | 1,394     | 0%    | 1,946     | 0%    | 2,937     | 0.1%  | 6,583     | 0.1% |
| ドイツ語                | 2,427     | 0%    | 2,719     | 0.1%  | 3,298     | 0.1%  | 4,114     | 0.1%  | 6,059     | 0.1% |
| ポーランド語            | 901       | 0%    | 1,129     | 0%    | 1,157     | 0%    | 1,445     | 0%    | 4,459     | 0.1% |
| フランス語              | 670       | 0%    | 1,062     | 0%    | 1,585     | 0%    | 2,071     | 0%    | 3,736     | 0.1% |
| ルーマニア語 モルドバ語 | 94        | 0%    | 368       | 0%    | 617       | 0%    | 909       | 0%    | 2,878     | 0.1% |
| ハンガリー語            | 573       | 0%    | 732       | 0%    | 1,089     | 0%    | 1,206     | 0%    | 2,671     | 0%   |
| タガログ語              | 118       | 0%    | 375       | 0%    | 568       | 0%    | 764       | 0%    | 2,618     | 0%   |
| ベンガル語              | 93        | 0%    | 373       | 0%    | 524       | 0%    | 920       | 0%    | 2,603     | 0%   |
| ウクライナ語            | 11        | 0%    | 113       | 0%    | 337       | 0%    | 611       | 0%    | 2,436     | 0%   |
| イタリア語              | 403       | 0%    | 574       | 0%    | 833       | 0%    | 1,177     | 0%    | 2,291     | 0%   |
| ポルトガル語            | 171       | 0%    | 297       | 0%    | 433       | 0%    | 865       | 0%    | 2,250     | 0%   |
| ウルドゥー語            | 79        | 0%    | 179       | 0%    | 309       | 0%    | 594       | 0%    | 2,186     | 0%   |
| ブルガリア語            | 230       | 0%    | 400       | 0%    | 486       | 0%    | 629       | 0%    | 2,114     | 0%   |
| ボスニア語              | 0         | 0%    | 0         | 0%    | 0         | 0%    | 1,186     | 0%    | 2,071     | 0%   |
| サーミ語                | 1,734     | 0%    | 1.726     | 0%    | 1,734     | 0%    | 1,752     | 0%    | 1,949     | 0%   |
| ヒンディー語            | 147       | 0%    | 239       | 0%    | 428       | 0%    | 779       | 0%    | 1,740     | 0%   |
| オランダ語              | 277       | 0%    | 408       | 0%    | 650       | 0%    | 960       | 0%    | 1,446     | 0%   |
| ラトビア語              | 20        | 0%    | 76        | 0%    | 169       | 0%    | 391       | 0%    | 1,318     | 0%   |
| 日本語                  | 274       | 0%    | 386       | 0%    | 561       | 0%    | 798       | 0%    | 1,224     | 0%   |
| リトアニア語            | 30        | 0%    | 94        | 0%    | 166       | 0%    | 375       | 0%    | 1,095     | 0%   |
| ノルウェー語            | 402       | 0%    | 436       | 0%    | 471       | 0%    | 540       | 0%    | 648       | 0%   |
| デンマーク語            | 290       | 0%    | 305       | 0%    | 397       | 0%    | 456       | 0%    | 526       | 0%   |
| ヘブライ語              | 165       | 0%    | 232       | 0%    | 263       | 0%    | 348       | 0%    | 441       | 0%   |
| その他                  | 2,534     | 0.1%  | 5,084     | 0.1%  | 8,293     | 0.2%  | 11,825    | 0.2%  | 32,431    | 0.6% |

### スウェーデン系フィンランド人
フィンランドにおける最大の少数民族はスウェーデン系フィンランド人であり、2015年時点では29万人（人口の5.3％）となっている。スウェーデン系フィンランド人はスウェーデン国籍の人を指すわけではなく、スウェーデン語のフィンランド方言を話すフィン人を指す。しかし、スウェーデン系フィンランド人はスウェーデン人ともフィン人とも違う別の民族として扱われることもある。フィンランドの地方自治体は単言語か二言語で分かれており、スウェーデン語話者の大部分はスウェーデン語のみか、二言語の自治体に住む。これらの自治体は主に海岸地域のポフヤンマー県から南海岸、およびオーランド諸島に位置している。

### サーミ人
サーミ人はフィン人とは非インド・ヨーロッパ語族であるウラル語族の言語を話すという共通点がある。最初はフィンランド全体に居住するが、やがてフィン人の圧力でだんだんと北へ移動した。人口密度の低い土地に住む遊牧民であったため、サーミ人は常に狩猟、漁業、焼畑農業などを行うための土地を見つけることができた。16世紀にはサーミ族の大半がフィンランドの北半分に住んでおり、キリスト教に改宗したのもこの時期の出来事である。19世紀には大半がラップランドの一部に住み、それが1980年代でもそのままであった。サーミ族の集落が最後に大規模な移動を行ったのは1944年にペツァモがソビエト連邦に割譲されたときであり、この割譲の結果スコルツ・サーミ人600人が西方へ移動した。彼らが東方から来たことの名残りにはその正教会の信仰であり、サーミ人の残りの85％はルター派の信者である。
1988年時点でフィンランドに4,400人いるサーミ人のうち、9割がエノンテキオ、イナリ、ウツヨキ、およびトナカイの放牧地帯であるソダンキュラに住んでいる。フィンランド政府の規定によると、サーミ語のどれかを話すか、ほかのサーミ人の親族である者は国勢調査でサーミ人として登録される。フィンランドのサーミ人は3種類のサーミ語を話すが、1980年代末にはサーミ語を母語とした人はすでに少数になっているとされる。サーミ人の子供はサーミ語で授業を受ける権利があるが、教科書と資格のある教師が少ない。サーミ語で書かれた文書が少ない理由としてはサーミ語が3種類あることが挙げられ、これによりサーミ諸語の共通した正書法を定めることが困難である。1979年の研究ではサーミ人の教育水準がそれ以外のフィンランド人のそれよりもはるかに低いが、このことも理由として挙げられる。
旅行者用の小冊子や学校の教科書ではサーミ人が遊牧生活を送っていると形容しているが、現代のフィンランド・サーミ人で実際にそのような生活を送る者は少ない。ラップランドの郊外に住むサーミ人の多くが収入の一部をトナカイ放牧で得ているが、フィンランドに存在するトナカイ20万頭のうちサーミ人の財産であるのは3分の1以下とされている。トナカイ放牧だけで食っていくにはトナカイが250から300頭必要であり、この条件を満たすサーミ人はわずか5％である。多くのサーミ人は農業、建築業、そして観光事業などのサービス業に従事している。一般的なフィンランド人世帯より平均で2倍の人数を有するサーミ人の世帯では収入源が分散していることが多い。また、収入のうち年金と社会福祉が占める割合はサーミ人がフィンランド人全体よりも高い。
フィンランド政府は長年にわたってサーミ人の文化と生き方を守りつつ彼らが現代社会に適応できるようにしようとした。政府はサーミ人に対応するための組織やサーミ人の状況を調査するための委員会を設立したりした。一例としては1932年に設立されたラップ文化促進協会があり、1960年にはラップ人に関する諮問委員会を設立した。サーミ人も1945年にサーミ・リーット（Saami-liitto）を、続いて1968年により積極的に活動したヨホティ・サブメラッツァト（Johti Sabmelazzat）を設立した。1973年以降は定員20人で政府に助言するためのサーミ人議会を設立、4年ごとに選挙を行った。国際間では1956年にノルディック・サーミ評議会が設立され、以降各地のサーミ人（フィンランドのサーミ人以外にもノルウェーに2万人、スウェーデンに1万人、そしてロシアのコラ半島に残ったサーミ人1千から2千人）を代表してコンファレンスを定期に開催した。
サーミ諸語は1992年以降、エノンテキオ、イナリ、ウツヨキ、およびソダンキュラ北部で公用語の地位を得ている。2009年、フィンランドに住むサーミ人9,350人のうち55％がこれらの地域以外に住んでいる。

### ロシア人
ロシア系フィンランド人は主に2波に分けてフィンランドに移民してきた。そのうち約5千人は19世紀と20世紀初期にフィンランドがフィンランド大公国としてロシア帝国の治下にあった時期に移民してきたロシア人の末裔であり、2波目はソビエト連邦が解体した後に移民してきた者である。2波目の移民が起こった要因の1つに、フィンランド大統領マウノ・コイヴィストが行った、イングリア人を祖先とする者にフィンランドへの移民を許可するという国際法の帰国権に基づく取り組みがある。
2015年時点では約3万人がロシア連邦の市民権を有しており、約7万人（人口の1.3％）がロシア語を母語としている。

### ロマニ人
ロマニ人、またはカレ（Kale）、ロマは16世紀後半以降フィンランドに存在している。ロマニ人はその特別な服装、慣習、および特化した商売により悪目立ちしてしまい、フィンランドでの居住は快適なものではなかった。一般住民からも政府官僚からも常に嫌がらせされ、ロマニ人に対する最後の特別法が撤廃されたのは1883年の事であった。1980年代後半になってもフィンランドのロマニ人5千から6千は未だに独立したグループのままであり、ほかの住民とは自らの選択およびほかの住民の怖れと偏見によりほとんど隔離されていた。
フィンランドのロマはほかのロマと同じく、社会において優勢なグループとは分けて住んだ。ロマにとって、義理を尽くすべきのは家族とジプシー全体である。ロマと非ロマの結婚は珍しく、ロマの言語は1980年代にはそれを母語とする者が少ないにもかかわらず、「部外者」を追い出すのに使われた。ロマの社会における立ち位置は主に年齢と性別によって決定され、年配者の男性が権威を有する。ロマには高度に発展した価値体系と行動綱領があり、宿恨などによりロマの制裁（暴力的かそうでないかにかかわらず）が行われると、それはフィンランド人の社会における法的と社会的制裁よりも意味が重いものである。
ラップランドに集中しているサーミ人と違い、ロマニ人はフィンランド全体に点在している。多くのサーミ人は日常では普通の服を着るが、ロマニ人は服装で識別できることが多い。ロマニ人の男性は一般的には長靴を着て、女性はベルベットの長いスカートを着る。しかし、ロマニ人はサーミ人と同じく遊牧生活を捨てて定住している。ロマニ人男性は数世紀もの間馬の売買を商売としていたが、戦後のフィンランドに適応して馬のブリーダー業や自動車ディーラー、金属回収業者などを務めた。一方、ロマニ人女性は占いや手芸品など伝統的な稼業を続けた。
1960年代以降、フィンランド当局はロマニ人の生活水準を改善しようとし、その住処を大きく改善させた。ロマニ人の成人のうち約2割が読み書きできないという低い教育水準も職業教育などで改善された。1968年、ジプシーに関する諮問委員会が設立され、1970年にはフィンランドの刑法が改正されて人種差別が違法とされた。この改正により、ロマニ人をレストランや商店からの締め出し、店主や警察による過剰な見張りなど露骨な差別が禁止された。

### ユダヤ人
フィンランドにおけるユダヤ人は約1,300人で、うち800人がヘルシンキに住み、残りのほとんどがトゥルクに住んでいる。スウェーデンの統治期にはユダヤ人がフィンランドに定住することは禁止されたが、フィンランドがロシア帝国領になると、ロシア軍に従軍したユダヤ人の退役軍人は自由に居住地を選ぶことができた。法律により職業が制限されたが、フィンランドのユダヤ人は主に服売りとなって成功し、1890年には約1千人がフィンランドに住んだ。フィンランドが独立すると、ユダヤ人は完全な公民権を獲得、戦間期にはフィンランドでユダヤ人が約2千人居住しており、その大半が南部の都市部に住んでいる。第二次世界大戦中、フィンランド当局はユダヤ人をナチス・ドイツに引き渡すことを拒否したため、フィンランドのユダヤ人のほとんどが戦争を生き残った。1980年代までに、フィンランド人との融合と他国への移住によりユダヤ人の人数が減少、辛うじてシナゴーグ、学校、図書館などの施設を維持する程度となった。

### タタール人
フィンランド・タタール人の人数はおよそ800人だった。タタール人がはじめてフィンランドにやってきたのは19世紀中期にヴォルガ地域のニジニ・ノヴゴロドのタタール村から移住してきたときだった。タタール人はそれ以降フィンランドに残り、主に商業に従事した。タタール人は宗教、母語、民族の文化を維持しつつフィンランドの社会に溶け込んだ。

## 人口移動

### 外部移動

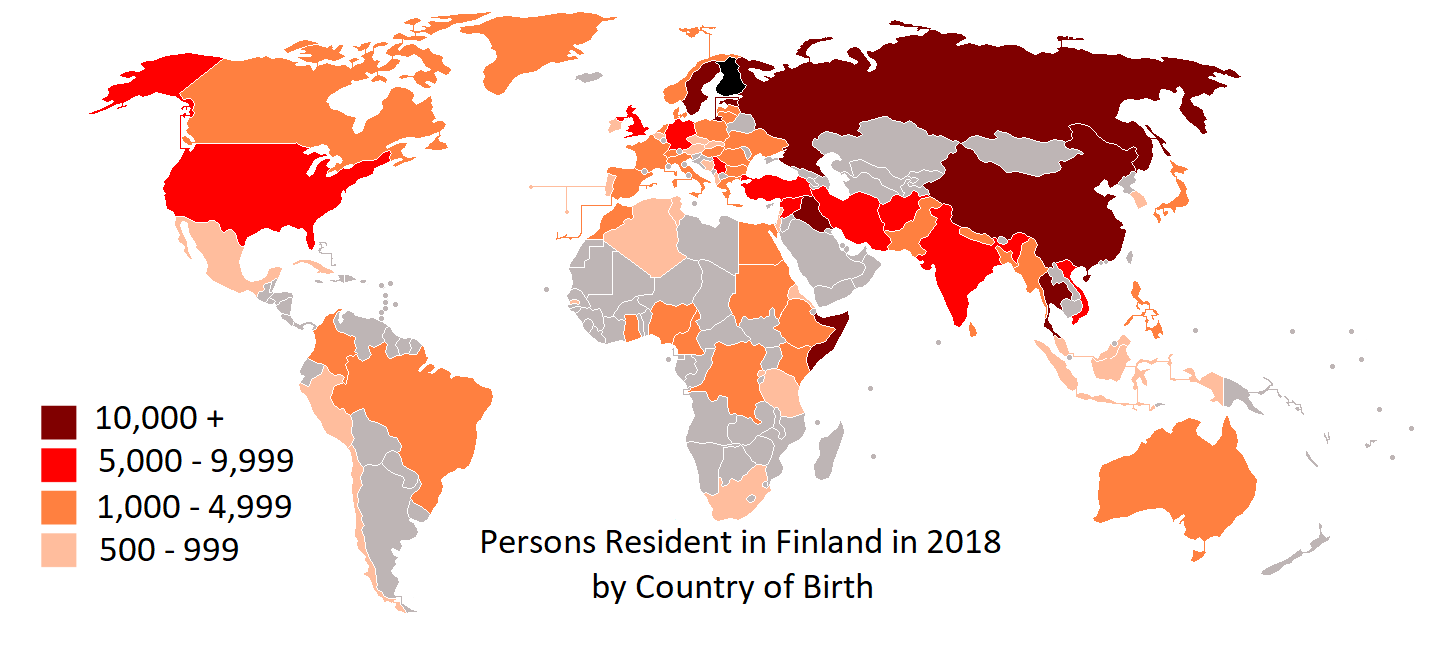

フィンランドの人口移動は中世にスウェーデン人が移民してきたことだけには終わらなかった。16世紀にはフィン人が出国してスウェーデンの鉱山で働くようになったが、隣国に移ることが国を挙げての慣習となり、1970年代まで続いた。ロシア領の時期にはフィン人約10万人が主にサンクトペテルブルク近くのロシアに移住した。19世紀の後半に大規模な移民がおき、フィン人が全ヨーロッパの数百万人とともにアメリカ合衆国やカナダに向かったこと。フィンランドは1980年までにアメリカとカナダに約40万人の国民を移民で失った。
第二次世界大戦後、スウェーデンが近くで繁栄していたこともあり多くのフィン人がスウェーデンに移住した。スウェーデンへの移民ははじめゆっくりと起こったが、1960年代と1970年代の後半には毎年数万人がスウェーデンへ移住した。そのピークとなったのが1970年で、この年にはフィンランド人41,000人がスウェーデンに移住したためフィンランドの人口が減少した結果となった。多くの移民がその後フィンランドに帰国したため、実際の数字は計算できないが、戦後には約25万から30万のフィンランド人がスウェーデンの永住権を取得した。移民が主に若者だったため、フィンランドに残った労働者の質が下がり、出生率も下がった。フィンランド人子供のうち、8人に1人がスウェーデンで生まれた、という時期もあった。スウェーデン系フィンランド人の人数も下がり、1950年に35万人いたのが1980年には約30万人まで下がった。1980年代にはフィンランドの経済が好調だったためスウェーデンへの大規模移住が終結した。実際には毎年スウェーデンからフィンランド人数千人が帰国してきたため、人口の流動が逆方向になった。

### 内方移動
外部移動は長期的にはフィンランドの社会に影響を与えるが、内方移動、特に第二次世界大戦の終戦から1970年代中期における内方移動はフィンランドの社会に最も影響を与えた。当時、フィンランドの人口の半分が内方移動をした。第二次世界大戦以前の内方移動は数世紀にわたって、北方で集落を形成するために行われていた。しかし、19世紀の後半以降、遅れてやってきたフィンランドの工業化により人口が郊外から緩慢に南部へ、雇用のある地域へと移動した。
戦後の内方移動はソ連に割譲されたカレリア地域のほぼ全住民の再定住に始まった。フィンランドの人口の10％を占めた40万人以上の住民がフィンランド各地で、主に人口のより少ない東部と北部に移住した。これらの地域では新しく整地された土地がカレリアから逃れてきた住民に提供された。人口のより多い地域では資産が接収された。この移住は数年間で終わり、結果としては工業化された国で逆に農地が増えたという現象が起こった。
第二次世界大戦後、経済の転換期にあるフィンランドでは「大移動」（英: Great Migration）と呼ばれた大規模な移民が起こった。この「大移動」では住民が郊外、特にフィンランド東部と北東部から工業化の進んだ都市部がある南部へ移住した。郊外の住民が離れたのは農業と林業の機械化により仕事が少なくなったためであった。職を失った労働者は当時拡大していた工業とサービス業の仕事がある地域へと移動した。大移動は1950年代に開始したが、人口移動が最も激しいのは1960年代から1970年代初期にわたっての時期だった。この大移動で移住した国民の比率は第三世界以外ではそれまで全く見られなかった高さであった。大移動により郊外では放棄された農地、減少した上に高齢化した住民しか残らず、一方南部では人口密度の高く、脱工業化した社会が形成した。
この人口移動の影響は下記の数字から見られる。1951年から1975年まで、フィンランド全体の人口は655,000人増加した。同時期には南部の小さなウーシマー州の人口が670,000人から1,092,000人まで増加（412,000人の増加となる）、うち増加分の4分の3がほかの州からの移住であった。フィンランドの南部5州（オーランド諸島、トゥルク・ポリ州、ハメ州、キュミ州、ウーシマー州）の人口増が全国の人口増の97％を占め、中部と北部の州はわずか3％を占めたにすぎなかった。しかも東部の北カルヤラ州、ミッケリ州、クオピオ州では人口が減少した。
南への人口移動を可視化する方法としては、フィンランド湾の港口都市コトカとボスニア湾の港口都市カスキネンの間に（北に少し曲がった）直線を書く方法がある。1975年、この線の南にフィンランド人口の半分が住んでいる。その10年前にも同じような線を書くにはその線を北に移動して、線の南に約20％の土地を増やす必要がある。そして、100年前にも同じような線を書くには線の南に倍の土地を含める必要がある。また別の方法には、1980年時点ではフィンランドの南部、国土の41％にあたる地域に約9割の国民が住んでいるという事実がある。

### 移民

#### 人口統計
2013年時点でフィンランド住民のうち外国生まれが299,263人で人口の5.5％を占めている。そのうち182,930人（3.6％）が欧州連合以外の国で、98,380人（1,9％）がフィンランド以外の欧州連合諸国で生まれた。フィンランド本土（オーランド諸島除く）における移民の出身国は下記の通りである。
1. 元ソビエト連邦諸国 (53,710)
2. エストニア（39,327人）
3. スウェーデン（29,484人）
4. ロシア（10,992人）
5. ソマリア（9,618人）
6. イラク（9,264人）
7. 中華人民共和国（8,879人）
8. タイ王国（8,563人）
9. 元ユーゴスラビア諸国（6,728人）
10. ドイツ（6,253人）

## 宗教
2015年末の時点ではフィンランド福音ルター派教会がフィンランド最大の教会であり、国民の73％がその信者となっている。2位の宗教は正教会となっており、住民の1.1％がフィンランド正教会の信者である。ルター派信者は1900年では98％となっていたのが、1950年には95％、2000年には85％と徐々に下がっていた。2015年末の時点では1.6％がその他の宗教、24.3％が無宗教か不明である。
ペンテコステ派はフィンランドで約5万人の信者を有する。伝統的に学会として振舞っていたため、教会の統計には表れていない。
イスラム教の信者は2010年時点では4万人だった。

## 識字率
「15歳以上の人口のうち読み書きができる人口の比率」という定義のもと、識字率は2000年の推計では100％となっている。
2016年3月に発表された研究ではデータが足りていた61か国のうちフィンランドの識字率が世界一高い、という結果になっていた。研究は学校に行く年数、パソコンが利用できるか、図書館と新聞の数、識字率を測定する試験を判断基準として利用した。
2010年、フィンランド国営放送はソマリ人移民の85から90％がフィンランドに到着した時点では読み書きできないと報じた。